# Colette Libourel
Colette Libourel est une nageuse française née le 26 décembre 1940 à Paris.
Elle est membre de l'équipe de France aux Jeux olympiques d'été de 1960 où elle prend part au 100 mètres papillon et au relais 4 × 100 mètres nage libre ; elle est éliminée dans les deux cas en séries.
Elle a été championne de France de natation en bassin de 50 mètres sur 100 mètres papillon à l'hiver 1961 et à l'été 1962.
Pendant sa carrière, elle a évolué en club au Racing Club de France.